# دونالد پروترو
دونالد راس پروترو (به انگلیسی: Donald Ross Prothero) (متولد ۲۱ فوریه ۱۹۵۴) یک زمین‌شناس، دیرینه‌شناس و نویسنده آمریکایی است که متخصص در دیرینه‌شناسی پستانداران و چینه‌شناسی مغناطیسی (Magnetostratigraphy) است، تکنیکی که از آن برای تعیین عمر تغییرات آب و هوایی به وقوع پیوسته در ۳۰ تا ۴۰ میلیون سال قبل استفاده می‌شود. پرترو نویسنده یا ویراستار بیش از ۳۰ کتاب و بیش از ۳۰۰ مقاله علمی از جمله حداقل بیش از ۵ کتاب درسی زمین‌شناسی است.

## کتاب‌های درسی منتشر شده
- Evolution of the Earth, McGraw-Hill, 2003, شابک ‎۰۰۷۲۵۲۸۰۸۷
- Bringing Fossils To Life: An Introduction To Paleobiology, McGraw-Hill Science/Engineering/Math, 2003, شابک ‎۰۰۷۳۶۶۱۷۰۸
- Sedimentary Geology, W. H. Freeman, شابک ‎۰۷۱۶۷۳۹۰۵۴
- Interpreting the Stratigraphic Record, W.H. Freeman & Co. , New York, 1990, شابک ‎۰۷۱۶۷۱۸۵۴۵
- Earth: Portrait of a Planet (first edition), W. W. Norton & Company, New York, 2001, شابک ‎۰۳۹۳۹۷۴۲۳۵